# Vila Franca de Xira (freguesia)
Vila Franca de Xira es una freguesia portuguesa del concelho de Vila Franca de Xira, con 193,25 km² de superficie y 18.442 habitantes (2001). Su densidad de población es de 95,4 hab/km².